# Nitzan Levartovsky
Nitzan Levartovsky (hebräisch ניצן לברטובסקי; * 20. Juni 1988 in Israel) ist eine israelische Schauspielerin.

## Leben
Levartovsky wurde in Israel geboren, wo sie auch aufwuchs. 2012 verkörperte sie „Mushki Schwartzbard“, eine der Hauptrollen in der Fernsehserie Kathmandu. Im selben Jahr war sie im Spielfilm Shesh Peamim zu sehen. Im Folgejahr gehörte sie zur Besetzung der Fernsehserie Scarred. 2015 hatte sie die Hauptrolle im Kurzfilm 11 Minutes inne. Von 2017 bis 2018 stellte sie die Rolle der „Suzanne McGill“ in dem Netflix Original Greenhouse Academy dar. Zuletzt war sie 2018 im Kurzfilm Evaluation  zu sehen.

## Filmografie
- 2012: Kathmandu (Mini-Serie, 13 Episoden)
- 2012: Shesh Peamim
- 2013: Scarred (Ptzuim BaRosh) (Fernsehserie, 9 Episoden)
- 2014–2015: Good Family (Mishpacha Tova) (Fernsehserie, 6 Episoden)
- 2015: 11 Minutes (11 Dakot) (Kurzfilm)
- 2017–2018: Greenhouse Academy (Fernsehserie, 9 Episoden)
- 2018: Evaluation (Bikur Bayit) (Kurzfilm)